# Masqaroda (Mbulu)
Masqaroda è una circoscrizione rurale (rural ward) della Tanzania situata nel distretto di Mbulu, regione del Manyara. Conta una popolazione di 10 262 abitanti (censimento 2012).